# DP World

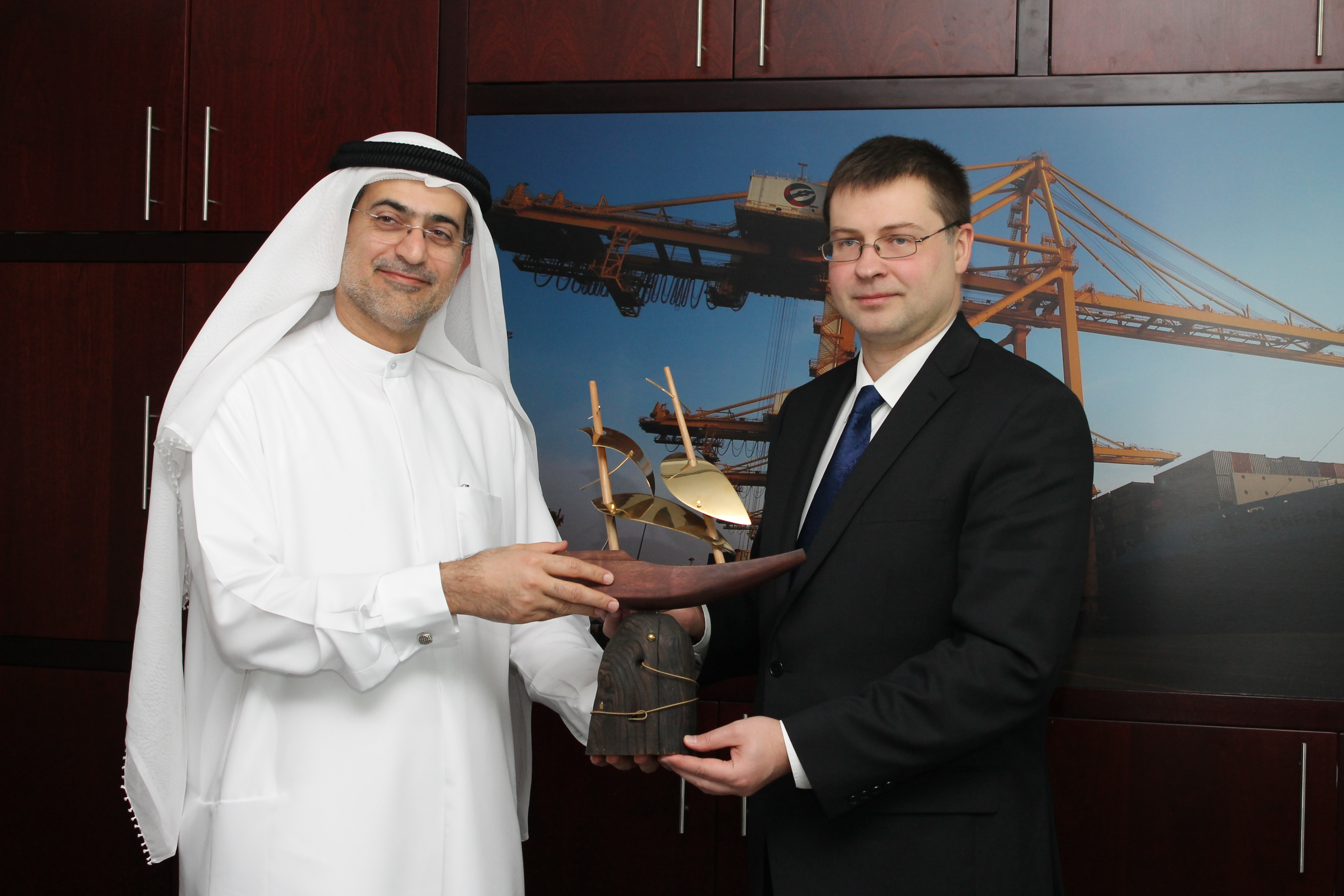
Mohammed Sharaf, ehemaliger CEO der DP World bei einem Gespräch mit dem lettischen Ministerpräsidenten Valdis Dombrovskis im Jahr 2012

DP World (arabisch موانئ دبي العالمية) ist einer der weltweit größten Hafenbetreiber und unterhält in verschiedenen Ländern zusammen 78 Terminals (Stand: 2017). Etwa 80 Prozent des Geschäfts liegen im Bereich Containerterminals mit einem Umschlag von mehr als 70,1 Millionen Twenty-foot Equivalent Units (TEU) im Jahr 2017 (2016: gut 64 Mio. TEU).
Das Unternehmen ist seit 2019 Eigentümer der unter dem Markennamen P&O weitergeführten Fährgesellschaft P&O Ferrymasters, die Fährverbindungen vom Vereinigten Königreich nach Irland und nach Kontinentaleuropa (Frankreich, Belgien und die Niederlande) betreibt. 
Haupteigentümer der sowohl an der Börse in Dubai als auch an der London Stock Exchange (LSE) notierten Gesellschaft ist Dubai World, die staatliche Investmentgruppe der Vereinigten Arabischen Emirate.

## Geschichte

### Gründung und erste Jahre
Die Gesellschaft entstand 2005 aus dem Zusammenschluss der Dubai Ports Authority (DPA), die in Dubai den Innenstadthafen Mina Rashid und den Tiefseehafen Jebel Ali unterhielt, mit der bereits 1999 gegründeten Dubai Ports International (DPI). DPI hatte mit dem Betrieb von Hafenanlagen in Saudi-Arabien und Dschibuti begonnen und sich zu einem der großen internationalen Hafenbetreiber weiterentwickelt, vor allem mit Übernahme der CSX World Terminals für knapp 1,15 Milliarden Dollar im Dezember 2004, über die sich das Unternehmen ein starkes Standbein in Asien verschaffen konnte. Zu den von CSX hinzugewonnenen Häfen gehört auch der deutsche Binnenhafen Germersheim am Rhein.
Im darauffolgenden Jahr, im Februar 2006, konnte sich DP Ports in einem Bieterwettstreit gegen PSA International aus Singapur durchsetzen und die britische Reederei P&O für 6,8 Milliarden Dollar übernehmen, den damals viertgrößten Hafenbetreiber der Welt. Die Übernahme der von P&O betriebenen US-amerikanischen Häfen verursachte jedoch heftige Diskussionen in der amerikanischen Politik, so dass trotz Unterstützung der Übernahme durch den damaligen US-Präsidenten George W. Bush die Hafenanlagen in New York, New Jersey, Philadelphia, Baltimore, New Orleans und Miami schließlich Anfang 2007 an die American International Group verkauft wurden.

### Börsengang in Dubai
Seit dem 26. November 2007 sind die Aktien der DP World an der NASDAQ Dubai gelistet. Der erfolgreiche Börsengang, bei dem 23 % des Unternehmens angeboten wurden, brachte bei 15-facher Überzeichnung fast 5 Milliarden Dollar in die Kasse des Unternehmens.

### Finanzkrise und zweiter Börsengang in London
Im Zusammenhang mit den Zahlungsschwierigkeiten der Muttergesellschaft Dubai World in 2009 stufte die Ratingagentur Moody’s die Kreditwürdigkeit von DP World auf Ramschniveau Ba1 herab. Ende 2010, bei einem Schuldenstand von 5,9 Milliarden US-Dollar, veräußerte DP World 75 % seines Geschäftsbereich Australien für 1,5 Milliarden $ an die Investmentgesellschaft Citi Infrastructure Investors, einem Tochterunternehmen der Citigroup. Neben dem Abbau von Schulden wolle man sich stärker auf profitablere Märkte konzentrieren. Bis April 2011 hatte sich das Rating des Unternehmens wieder auf anlagewürdig (englisch investment grade) stabilisiert.
Seit dem 1. Juni 2011 ist das Unternehmen neben der Börse in Dubai auch an der London Stock Exchange gelistet.
Im zweiten Quartal des Jahres 2011 erhielt das Unternehmen den Zuschlag für den Aufbau des neuen Containerhafens London Gateway im Londoner Hafen für umgerechnet 2,3 Milliarden US-Dollar, dessen erster Liegeplatz (von sechs) im November 2013 am Nordufer der Themse eröffnet wurde. Durch ein starkes Asiengeschäft sowie über weitere Zukäufe – beispielsweise im Juli 2011 in Surinam – blieb das Unternehmen auf Wachstumskurs.

### Konzentration auf Wachstumsmärkte
Im März 2013 verkaufte DP World eine 75-%-Beteiligung an zwei Container-Terminals und einem Logistikzentrum in Hongkong für zusammen 742 Millionen US-Dollar. Analysten zeigten sich unschlüssig, ob diese Entwicklung als Konzentration auf die Märkte Afrika und Südamerika zu begrüßen oder eher kritisch als Verkauf im Bereich des Kerngeschäfts zu bewerten ist, in Zusammenhang mit der weiterhin extremen Verschuldung der Muttergesellschaft Dubai World. Bereits 2012 hatte sich DP World von Hafenbetrieben in Belgien, Russland und im Jemen getrennt. Im Februar 2022 wurde die vollständige Übernahme der südafrikanischen Imperial-Gruppe, die mit Tochtergesellschaften auch in Deutschland vertreten ist, abgeschlossen.

## Hafenanlagen und Container-Terminals
| Qingdao Qianwan Container Terminal |

| Qingdao New Qianwan Container Terminal |

| Qingdao Qianwan United Container Terminal |

| Qingdao Qianwan United Advance Container Terminal |

| Tianjin Orient Container Terminal |

| DP World Yantai |

| DP World Hong Kong |

| Terminal Petikemas Surabaya |

| ATI Batangas |

| Port of Manila - South Harbor (MNS) |

| Pusan Newport Company |

| Laem Chabang International Terminal (LCIT) |

| Saigon Premier Container Terminal (SPCT) |

| DP World Chennai |

| DP World Cochin |

| DP World Kulpi |

| Mundra International Container Terminal MICT |

| DP World Nhava Sheva |

| Visakha Container Terminal |

| DP World Karachi |

| Terminales Rio de la Plata |

| Empresa Brasileira de Terminais Portuários (EMBRAPORT) |

| DP World Vancouver - Stevedoring Division |

| DP World Vancouver - Container Division |

| DP World Nanaimo |

| DP World Caucedo |

| DP World Callao |

| DP World Paramaribo |

| DP World Paramaribo |

| DP World Brisbane |

| DP World Fremantle |

| DP World Melbourne |

| DP World Sydney |

| DP World Djazair |

| DP World Djen Djen |

| Port Autonome International de Djibouti PAID |

| Doraleh Container Terminal (DCT) |

| Maputo Intermodal Container Deport (MICD) |

| DP World Cargo Services Mozambique |

| DP World Maputo |

| DP World Dakar - Terminal à Conteneur |

| DP World Cargo Services - Cape Town |

| DP World Cargo Services - Durban |

| DP World Cargo Services - Port Elizabeth |

| DP World Cargo Services - Richards Bay |

| DP World Dakar - Port du Futur |

| Antwerp Gateway |

| DP World Antwerp - Delwaide |

| Beverdonk Container Terminal |

| EUROFOS |

| FOS 2xL |

| Terminal de France |

| Quai des Amériques |

| Quai de l'Europe |

| DP World Germersheim |

| Rotterdam World Gateway |

| DP World Constanta |

| DP World Tarragona |

| DP World Yarimca |

| DP World London Gateway |

| DP World Southampton |

| DP World Sokhna |

| DP World Sokhna (new development) |

| DP World Jeddah |

| Al Hamriya Port |

| Port Rashid |

| DP World Jebel Ali - Terminal 1 |

| DP World Jebel Ali - Terminal 2 |

| DP World Jebel Ali Terminal 3 |

| DP World Fujairah |

| Betrieb                                                                                     | Ort und Koordinaten                                          | Land                         | Region              | Liege- plätze | Tiefe (m)      | Fläche (ha) | Webseite                     |
| ------------------------------------------------------------------------------------------- | ------------------------------------------------------------ | ---------------------------- | ------------------- | ------------- | -------------- | ----------- | ---------------------------- |
| Qingdao Qianwan Container Terminal (QQCT) · Containerterminal                               | Hafen Qingdao 36° 0′ 39,6″ N, 120° 12′ 32,4″ O               | Volksrepublik China          | Asia Pacific        | 19            | 17             | 393.7       | www.qqct.com.cn              |
| Qingdao New Qianwan Container Terminal (QQCTN) · Containerterminal                          | Hafen Qingdao 36° 0′ 46,8″ N, 120° 13′ 58,8″ O               | Volksrepublik China          | Asia Pacific        | 19            | 17             | 393.7       | www.qqct.com.cn              |
| Qingdao Qianwan United Container Terminal (QQCTU) · Neubau / Erweiterung                    | Hafen Qingdao 35° 59′ 49,2″ N, 120° 12′ 25,2″ O              | Volksrepublik China          | Asia Pacific        | 19            | 17             | 393.7       | www.qqct.com.cn              |
| Qingdao Qianwan United Advance Container Terminal (QQCTUA) · Neubau / Erweiterung           | Hafen Qingdao 35° 59′ 49,2″ N, 120° 12′ 0″ O                 | Volksrepublik China          | Asia Pacific        | 19            | 17             | 393.7       | www.qqctua.com               |
| Tianjin Orient Container Terminal (TOCT) · Containerterminal                                | Hafen Tianjin 38° 58′ 55,2″ N, 117° 46′ 55,2″ O              | Volksrepublik China          | Asia Pacific        | 4             | 14             | 47.9        | www.toct.com.cn              |
| DP World Yantai · Containerterminal                                                         | Hafen Yantai 37° 33′ 46,8″ N, 121° 22′ 26,4″ O               | Volksrepublik China          | Asia Pacific        | 2             | 14             | 44          | www.dpwyt.com                |
| DP World Hong Kong · Kwai Tsing Container Terminals · Containerterminal                     | Hongkong 22° 20′ 34,8″ N, 114° 7′ 37,2″ O                    | Hongkong                     | Asia Pacific        | 1             | 14             | 16.7        | www.dpworld.hk               |
| Terminal Petikemas Surabaya (TPS) · Containerterminal                                       | Surabaya 7° 13′ 4,8″ S, 112° 43′ 15,6″ O                     | Indonesien                   | Asia Pacific        | 6             | 10.5           | 35.6        | www.tps.co.id                |
| Asian Terminals Incorporated (ATI) · Batangas (Phase 2) · Containerterminal                 | Batangas City 13° 45′ 36″ N, 121° 2′ 38,4″ O                 | Philippinen                  | Asia Pacific        | 2             | 13             | 6.6         | www.asianterminals.com.ph    |
| Asian Terminals Incorporated (ATI) · Manila South Harbor (MNS) · Containerterminal          | Manila 14° 34′ 55,2″ N, 120° 57′ 54″ O                       | Philippinen                  | Asia Pacific        | 3             | 13             | 42.6        | www.asianterminals.com.ph    |
| Pusan Newport Company (PNC) · Containerterminal                                             | Hafen Busan 35° 4′ 48″ N, 128° 49′ 37,2″ O                   | Südkorea                     | Asia Pacific        | 6             | 16             | 120         | www.pncport.com              |
| Laem Chabang International Terminal (LCIT) · Containerterminal                              | Laem Chabang 13° 3′ 28,8″ N, 100° 53′ 20,4″ O                | Thailand                     | Asia Pacific        | 4             | 15             | 40.2        | www.lcit.com                 |
| Saigon Premier Container Terminal (SPCT) · Containerterminal                                | Ho Chi Minh Stadt 10° 38′ 20,4″ N, 106° 45′ 36″ O            | Vietnam                      | Asia Pacific        | 2             | 11             | 23          | www.spct.vn                  |
| DP World Chennai · Chennai Container Terminal (CCT) · Containerterminal                     | Hafen Chennai 13° 6′ 21,6″ N, 80° 17′ 52,8″ O                | Indien                       | Indian Subcontinent | 4             | 13.4           | 21.4        | www.dpworldchennai.com       |
| DP World Cochin · International Container Transshipment Terminal (ICTT) · Containerterminal | Kochi - Vallarpadam 9° 58′ 51,6″ N, 76° 15′ 7,2″ O           | Indien                       | Indian Subcontinent | 1             | 16             | 40          | www.dpworldcochin.com        |
| DP World Kulpi (tbc) · Neubau / Erweiterung                                                 | Kulpi 22° 4′ 48″ N, 88° 14′ 31,2″ O                          | Indien                       | Indian Subcontinent | 2             | 8.5            | 34          | www.dpworld.com              |
| Mundra International Container Terminal (MICT) · Containerterminal                          | Mundra 22° 44′ 38,4″ N, 69° 42′ 32,4″ O                      | Indien                       | Indian Subcontinent | 2             | 13.5           | 32.8        | www.mict.poports.com         |
| DP World Nhava Sheva · Containerterminal                                                    | Nhava Sheva 18° 57′ 25,2″ N, 72° 57′ 10,8″ O                 | Indien                       | Indian Subcontinent | 2             | 13.5           | 29          | www.dpworldmumbai.com        |
| Visakha Container Terminal (VCTPL) · Containerterminal                                      | Visakhapatnam 17° 41′ 38,4″ N, 83° 18′ 0″ O                  | Indien                       | Indian Subcontinent | 2             | 16.5           | 16.4        | www.vctpl.com                |
| DP World Karachi · Containerterminal                                                        | Karatschi - Port Qasim 24° 45′ 57,6″ N, 67° 19′ 33,6″ O      | Pakistan                     | Indian Subcontinent | 3             | 12.8           | 25          | www.dpworldkarachi.com       |
| Terminales Rio de la Plata · Containerterminal                                              | Hafen Buenos Aires 34° 35′ 6″ S, 58° 21′ 57,6″ W             | Argentinien                  | Americas            | 2             | 9.8            | 43.5        | www.trp.com.ar               |
| Empresa Brasileira de Terminais Portuários (EMBRAPORT) · Neubau / Erweiterung               | Hafen Santos 23° 55′ 19,2″ S, 46° 19′ 1,2″ W                 | Brasilien                    | Americas            | 2             |                |             | www.terminalembraport.com.br |
| DP World Vancouver · Containerterminal                                                      | Hafen Nanaimo 49° 9′ 36″ N, 123° 55′ 37,2″ W                 | Kanada                       | Americas            | 3             | 11.7 13.5 12.4 | 21          | www.dpworld.ca               |
| DP World Vancouver - Container Terminal Division · Port Metro Vancouver · Containerterminal | Vancouver 49° 17′ 2,4″ N, 123° 5′ 16,8″ W                    | Kanada                       | Americas            | 2             | 15.5           | 31.3        | www.dpworld.ca               |
| DP World Vancouver - Stevedoring Division · Hafenanlage                                     | British Columbia 49° 17′ 2,4″ N, 123° 5′ 16,8″ W             | Kanada                       | Americas            | n/a           | n/a            | n/a         | www.dpworld.ca               |
| DP World Multimodal Caucedo Port · Containerterminal                                        | Caucedo 18° 25′ 33,6″ N, 69° 38′ 6″ W                        | Dominikanische Republik      | Americas            | 3             | 13.5           | 50          | www.caucedo.com              |
| DP World Callao · Containerterminal                                                         | Callao 12° 3′ 18″ S, 77° 8′ 56,4″ W                          | Peru                         | Americas            | 2             | 16             | 25          | www.dpworldcallao.com.pe     |
| DP World Paramaribo · Integra Port Services (IPS) · Containerterminal                       | Paramaribo, Nieuwe Haven Port 5° 48′ 46,8″ N, 55° 9′ 57,6″ W | Suriname                     | Americas            | 3             |                | 4.2         | www.dpworld-paramaribo.com   |
| DP World Paramaribo · Suriname Port Services (SPS) · Containerterminal                      | Paramaribo, La Vigilantia 5° 36′ 57,6″ N, 55° 5′ 31,2″ W     | Suriname                     | Americas            | 1             | 13.0           |             | www.dpworld-paramaribo.com   |
| DP World Brisbane · Containerterminal                                                       | Hafen Brisbane 27° 22′ 33,6″ S, 153° 10′ 15,6″ O             | Australien                   | Australia           | 4             | 14.5           | 36          | www.dpworld.com              |
| DP World Fremantle · Containerterminal                                                      | Hafen Fremantle 32° 2′ 49,2″ S, 115° 44′ 27,6″ O             | Australien                   | Australia           | 3             | 12.7           | 13          | www.dpworld.com              |
| DP World Melbourne · Containerterminal                                                      | Hafen Melbourne 37° 48′ 43,2″ S, 144° 54′ 39,6″ O            | Australien                   | Australia           | 4             | 14.6           | 37.5        | www.dpworld.com              |
| DP World Sydney · Containerterminal                                                         | Hafen Botany Bay 33° 58′ 15,6″ S, 151° 13′ 1,2″ O            | Australien                   | Australia           | 4             | 15             | 38.6        | www.dpworld.com              |
| DP World Djazair · Containerterminal                                                        | Algier 36° 45′ 32,4″ N, 3° 4′ 15,6″ O                        | Algerien                     | Africa              | 3             | 10             | 30.4        | www.dpworld.com              |
| DP World Djen Djen · Containerterminal                                                      | Jijel 36° 48′ 57,6″ N, 5° 53′ 13,2″ O                        | Algerien                     | Africa              | 1             | 12             | 13.5        | www.djendjen-port.com        |
| Port Autonome International de Djibouti (PAID) · Containerterminal                          | Hafen Dschibuti 11° 36′ 18″ N, 43° 8′ 16,8″ O                | Dschibuti                    | Africa              | 1             | 18             | 79          | www.dpworld.com              |
| Doraleh Container Terminal (DCT) · Containerterminal                                        | Balbala - Doraleh 11° 35′ 49,2″ N, 43° 6′ 18″ O              | Dschibuti                    | Africa              | 3             | 18             | 31          | www.dpworld-doraleh.com      |
| DP World Maputo · Containerterminal                                                         | Hafen Maputo 25° 57′ 39,6″ S, 32° 32′ 45,6″ O                | Mosambik                     | Africa              | 1             | 11.5           | 13          | www.portmaputo.com           |
| DP World Maputo · Intermodal Container Depot (MICD) · Hafenanlage                           | Hafen Maputo 25° 56′ 45,6″ S, 32° 32′ 9,6″ O                 | Mosambik                     | Africa              | n/a           | n/a            |             | www.portmaputo.com           |
| DP World Maputo · Cargo Services Mozambique (DPWCS) · Hafenanlage                           | Hafen Maputo 25° 57′ 39,6″ S, 32° 32′ 45,6″ O                | Mosambik                     | Africa              | n/a           | n/a            | n/a         | www.portmaputo.com           |
| DP World Dakar - Terminal à Conteneur · Containerterminal                                   | Dakar 14° 41′ 9,6″ N, 17° 25′ 33,6″ W                        | Senegal                      | Africa              | 2             | 10.5           | 18          | www.dpworld.sn               |
| DP World Dakar - Port du Futur · Neubau / Erweiterung                                       | Dakar 14° 40′ 55,2″ N, 17° 24′ 57,6″ W                       | Senegal                      | Africa              | 1             | 14             |             | www.dpworld.sn               |
| DP World Cargo Services - Kapstadt · Hafenanlage                                            | Kapstadt 33° 54′ 36″ S, 18° 25′ 26,4″ O                      | Südafrika                    | Africa              | n/a           | n/a            | n/a         | www.dpwcs.co.za              |
| DP World Cargo Services - Head Office · Hafenanlage                                         | Durban 29° 52′ 1,2″ S, 30° 59′ 56,4″ O                       | Südafrika                    | Africa              | n/a           | n/a            | n/a         | www.dpwcs.co.za              |
| DP World Cargo Services - Port Elizabeth · Hafenanlage                                      | Gqeberha 33° 58′ 8,4″ S, 25° 37′ 8,4″ O                      | Südafrika                    | Africa              | n/a           | n/a            | n/a         | www.dpwcs.co.za              |
| DP World Cargo Services - Richards Bay · Hafenanlage                                        | Richards Bay 28° 39′ 57,6″ S, 32° 1′ 30″ O                   | Südafrika                    | Africa              | n/a           | n/a            | n/a         | www.dpwcs.co.za              |
| DP World Antwerp · Antwerp Gateway (Deurganck Dock) · Containerterminal                     | Hafen Antwerpen 51° 17′ 20,4″ N, 4° 15′ 50,4″ O              | Belgien                      | Europe & Russia     | 6             | 17             | 125         | www.antwerpgateway.be        |
| DP World Antwerp · Delwaide Dock · Containerterminal                                        | Hafen Antwerpen 51° 19′ 51,6″ N, 4° 20′ 2,4″ O               | Belgien                      | Europe & Russia     | 3             | 14.5           | 27.7        | www.dpworld.be               |
| DP World Intermodal · Beverdonk Container Terminal (BCT) · Containerterminal                | Grobbendonk 51° 10′ 51,6″ N, 4° 43′ 26,4″ O                  | Belgien                      | Europe & Russia     | 1             |                | 25          | intermodal.dpworld.be        |
| EUROFOS SA - Terminal de Mediterranee · Containerterminal                                   | Fos-sur-Mer 43° 24′ 28,8″ N, 4° 50′ 45,6″ O                  | Frankreich                   | Europe & Russia     | 1.5           | 15             | 29.3        | www.eurofos.fr               |
| EUROFOS SA - FOS 2xL · Neubau / Erweiterung                                                 | Fos-sur-Mer 43° 25′ 1,2″ N, 4° 49′ 58,8″ O                   | Frankreich                   | Europe & Russia     | 2             |                |             | www.eurofos.fr               |
| Générale de Manutention Portuaire (GMP) · Terminal de France (TDF) · Containerterminal      | Hafen Le Havre 49° 27′ 28,8″ N, 0° 9′ 46,8″ O                | Frankreich                   | Europe & Russia     | 5             | 14.3           | 95          | www.gmportuaire.fr           |
| Générale de Manutention Portuaire (GMP) · Quai des Amériques · Containerterminal            | Hafen Le Havre 49° 28′ 33,6″ N, 0° 9′ 50,4″ O                | Frankreich                   | Europe & Russia     | 5             | 14.3           | 95          | www.gmportuaire.fr           |
| Générale de Manutention Portuaire (GMP) · Quai de l'Europe · Containerterminal              | Hafen Le Havre 49° 28′ 55,2″ N, 0° 10′ 40,8″ O               | Frankreich                   | Europe & Russia     | 5             | 14.3           | 95          | www.gmportuaire.fr           |
| DP World - Germersheim · Containerterminal                                                  | Rheinhafen Germersheim 49° 13′ 55,2″ N, 8° 22′ 40,8″ O       | Deutschland                  | Europe & Russia     | 3             | 8              | 14          | www.dpworld.com              |
| Rotterdam World Gateway · Neubau / Erweiterung                                              | Hafen Rotterdam 51° 57′ 32,4″ N, 3° 59′ 52,8″ O              | Niederlande                  | Europe & Russia     |               |                |             | www.rotterdamworldgateway.nl |
| DP World Constanta · Constanţa South Container Terminal · Containerterminal                 | Hafen Constanța 44° 6′ 10,8″ N, 28° 39′ 39,6″ O              | Rumänien                     | Europe & Russia     | 5             | 14.5           | 52          | www.dpworld.ro               |
| DP World Tarragona · Containerterminal                                                      | Tarragona 41° 5′ 42″ N, 1° 12′ 36″ O                         | Spanien                      | Europe & Russia     | 2             | 15.5           | 34          | www.dpworldtarragona.com     |
| DP World Yarimca · Neubau / Erweiterung                                                     | Körfez 40° 45′ 43,2″ N, 29° 44′ 56,4″ O                      | Türkei                       | Europe & Russia     | 3             | 16             | 48          | www.dpworld.com.tr           |
| London Gateway · Neubau / Erweiterung                                                       | Londoner Hafen 51° 30′ 18″ N, 0° 29′ 24″ O                   | Vereinigtes Königreich       | Europe & Russia     | 6             |                |             | www.londongateway.com        |
| DP World Southampton · Containerterminal                                                    | Hafen Southampton 50° 54′ 32,4″ N, 1° 27′ 7,2″ W             | Vereinigtes Königreich       | Europe & Russia     | 4             | 15             | 88          | www.dpworldsouthampton.com   |
| DP World Sokhna · Containerterminal                                                         | Ain es-Suchna 29° 39′ 14,4″ N, 32° 20′ 56,4″ O               | Ägypten                      | Middle East         | 2             | 17             | 42          | www.dpworldsokhna.com        |
| DP World Sokhna · Neubau / Erweiterung                                                      | Ain es-Suchna 29° 38′ 27,6″ N, 32° 21′ 28,8″ O               | Ägypten                      | Middle East         | 3             |                |             | www.dpworldsokhna.com        |
| DP World Jeddah · Containerterminal                                                         | Dschidda 21° 27′ 21,6″ N, 39° 9′ 36″ O                       | Saudi-Arabien                | Middle East         | 6             | 16             | 62          | www.dpworldmejed.com.sa      |
| DP World - Al Hamriya Port · Hafenanlage                                                    | Dubai - Al Hamriya Port 25° 17′ 56,4″ N, 55° 20′ 2,4″ O      | Vereinigte Arabische Emirate | UAE                 |               |                |             | www.dpworld.ae               |
| DP World - Port Rashid · Hafenanlage                                                        | Dubai - Port Rashid 25° 16′ 8,4″ N, 55° 16′ 40,8″ O          | Vereinigte Arabische Emirate | UAE                 |               |                |             | www.dpworld.ae               |
| DP World - Jebel Ali Terminal 1 · Containerterminal                                         | Dubai - Dschabal Ali 24° 59′ 31,2″ N, 55° 4′ 1,2″ O          | Vereinigte Arabische Emirate | UAE                 | 22            | 17             |             | www.dpworld.ae               |
| DP World - Jebel Ali Terminal 2 · Neubau / Erweiterung                                      | Dubai - Dschabal Ali 25° 1′ 12″ N, 55° 3′ 7,2″ O             | Vereinigte Arabische Emirate | UAE                 | 6             | 17             |             | www.dpworld.ae               |
| DP World - Jebel Ali Terminal 3 · Neubau / Erweiterung                                      | Dubai - Dschabal Ali 25° 2′ 31,2″ N, 55° 3′ 14,4″ O          | Vereinigte Arabische Emirate | UAE                 |               |                |             | www.dpworld.ae               |
| DP World - Fujairah · Containerterminal                                                     | Hafen Fujairah 25° 10′ 44,4″ N, 56° 21′ 28,8″ O              | Vereinigte Arabische Emirate | UAE                 | 5             | 10.5           | 20          | www.dpworld.ae               |